# 和平镇 (南江县)
和平乡，是中华人民共和国四川省巴中市南江县下辖的一个乡镇级行政单位。

## 行政区划
和平乡下辖以下地区：
和平社区、和平村、南山村、坟梁子村、张公庙村、油榨坪村、宋朝寨村、铁炉村、鲁班村、鸣垭村、孟山村和石龙村。